# Рокфорд Айсхогс
«Рокфорд Айсхогс» (англ. Rockford IceHogs) — профессиональный хоккейный клуб, выступающий в Американской хоккейной лиге. Базируется в городе Рокфорд, штат Иллинойс, США. Является фарм-клубом команды НХЛ — «Чикаго Блэкхокс».

## История
Франшиза была основана как «Балтимор Бэндитс» в 1995 году, а затем в 1997 году переехала в Цинциннати и стала «Цинциннати Майти Дакс».
19 марта 2007 года АХЛ объявила, что команда была куплена и переведена в Рокфорд, чтобы стать нынешним клубом «Рокфорд АйсХогс» (ранее в городе уже была команда под названием «Рокфорд АйсХогс», которая выступала в UHL c 1999 по 2007 год).
7 апреля 2021 года «Чикаго Блэкхокс» официально приобрели «АйсХогс». «Блэкхокс» также представили многолетний проект по реконструкции и модернизации арены «Би-Эм-О-центр» стоимостью 23 миллиона долларов, в рамках которого «АйсХогс» останутся в Рокфорде до 2036 года. 

## Клубные рекорды
Сезон
Голы (35) — Трой Брауэр (2007-08)
Передачи (67) — Мартен Сен-Пьер (2007-08)
Очки (88) — Мартен Сен-Пьер (2007-08)
Штраф (245) — Кайл Хэйгел (2010-11)
Коэффициент пропущенных голов (2,26) — Майкл Лейтон (2014-15)

Карьера в клубе
Голы — 90 — Джереми Морин
Передачи — 143 — Адам Кленденинг
Очки — 214 — Брэндон Пирри
Штраф — 488 — Джейк Доуэлл
Вратарские победы — 75 — Кори Кроуфорд
Игры — 340 — Джейк Доуэлл